# Leucophora hessei
Leucophora hessei este o specie de muște din genul Leucophora, familia Anthomyiidae. A fost descrisă pentru prima dată de Seguy în anul 1923.
Este endemică în Franța. Conform Catalogue of Life specia Leucophora hessei nu are subspecii cunoscute.